# Локно (озеро, Беларусь)
Локно́ (бел. Лакно́) — озеро в Гродненском районе Гродненской области Белоруссии. Относится к бассейну реки Бервенка.

## Описание
Водоём находится в 27 км к востоку от города Гродно, возле деревни Локно.
Длина озера составляет 1,75 км, наибольшая ширина — 0,34 км, площадь поверхности — 0,45 км², длина береговой линии — 3,21 км. Наибольшая глубина — 5,3 м, средняя — 2,65 м. Объём воды — 1,19 млн м³.
Котловина озера лощинного типа, вытянутая в направлении с северо-востока на юго-запад. Склоны пологие, поросшие лесом, на западе частично распаханные. Высота склонов достигает 5—8 м, на юге понижается до 2 м. Берега низкие, в южной части заболоченные. Мелководье узкое и песчаное. На глубине дно озера почти везде выстлано сапропелем. Имеется остров площадью 0,3 га.
Из южной части озера вытекает ручей Локница, впадающий в реку Бервенка, из северо-восточной — безымянный ручей, впадающий в озеро Можнево. В юго-восточной части в озеро впадает небольшой ручей, также безымянный.